# 애덤 워튼
애덤 제임스 워튼 (Adam James Wharton, 2004년 2월 6일 ~ )는 잉글랜드의 축구 선수이며, 크리스털 팰리스에서 미드필더로 뛰고 있다.